# Disa cedarbergensis
Disa cedarbergensis är en orkidéart som beskrevs av Hans Peter Linder. Disa cedarbergensis ingår i släktet Disa och familjen orkidéer. Inga underarter finns listade i Catalogue of Life.